# 半導体メモリ

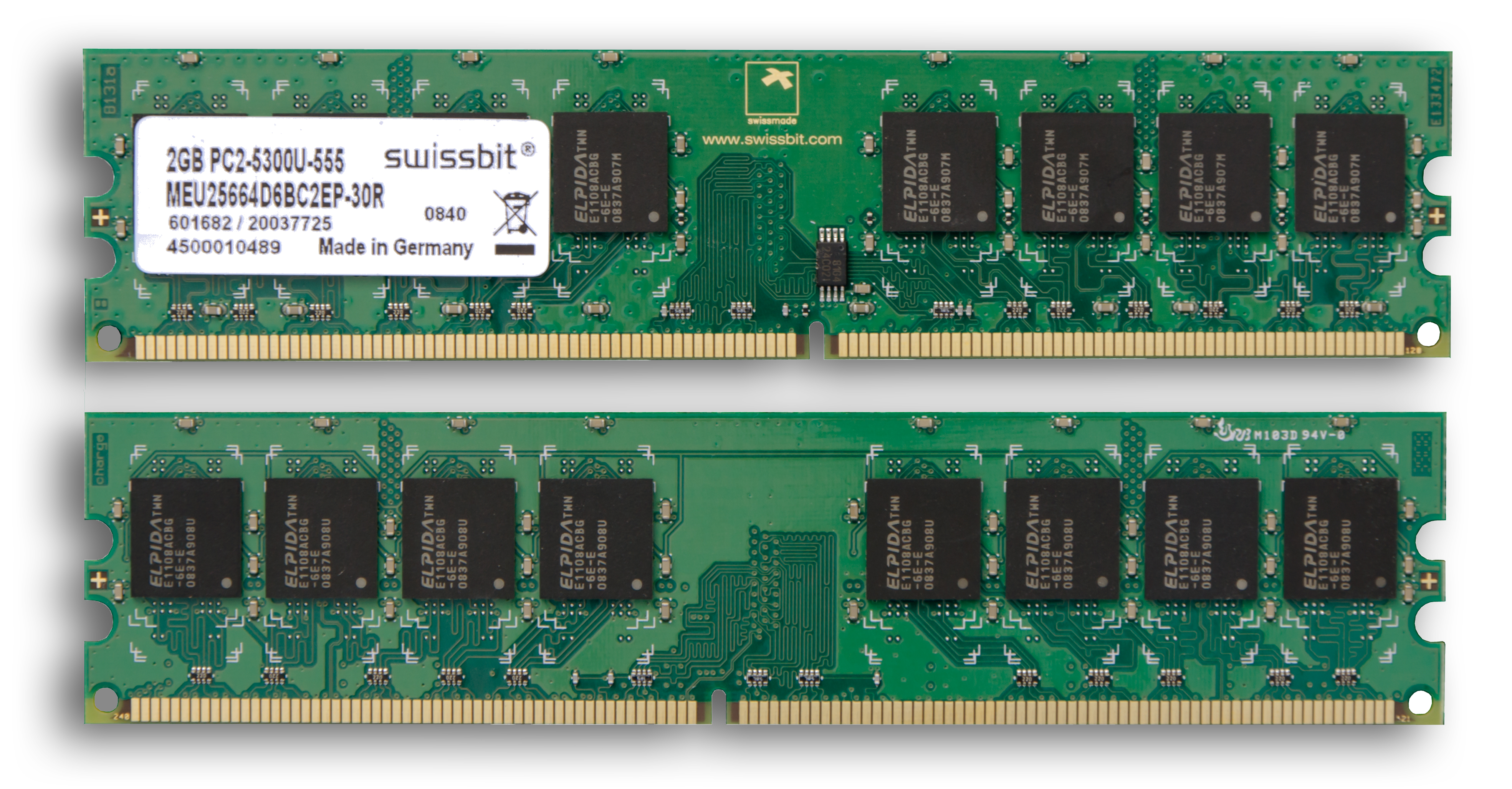
揮発性メモリの一種、DDR2 DRAMを搭載したPC用メモリ

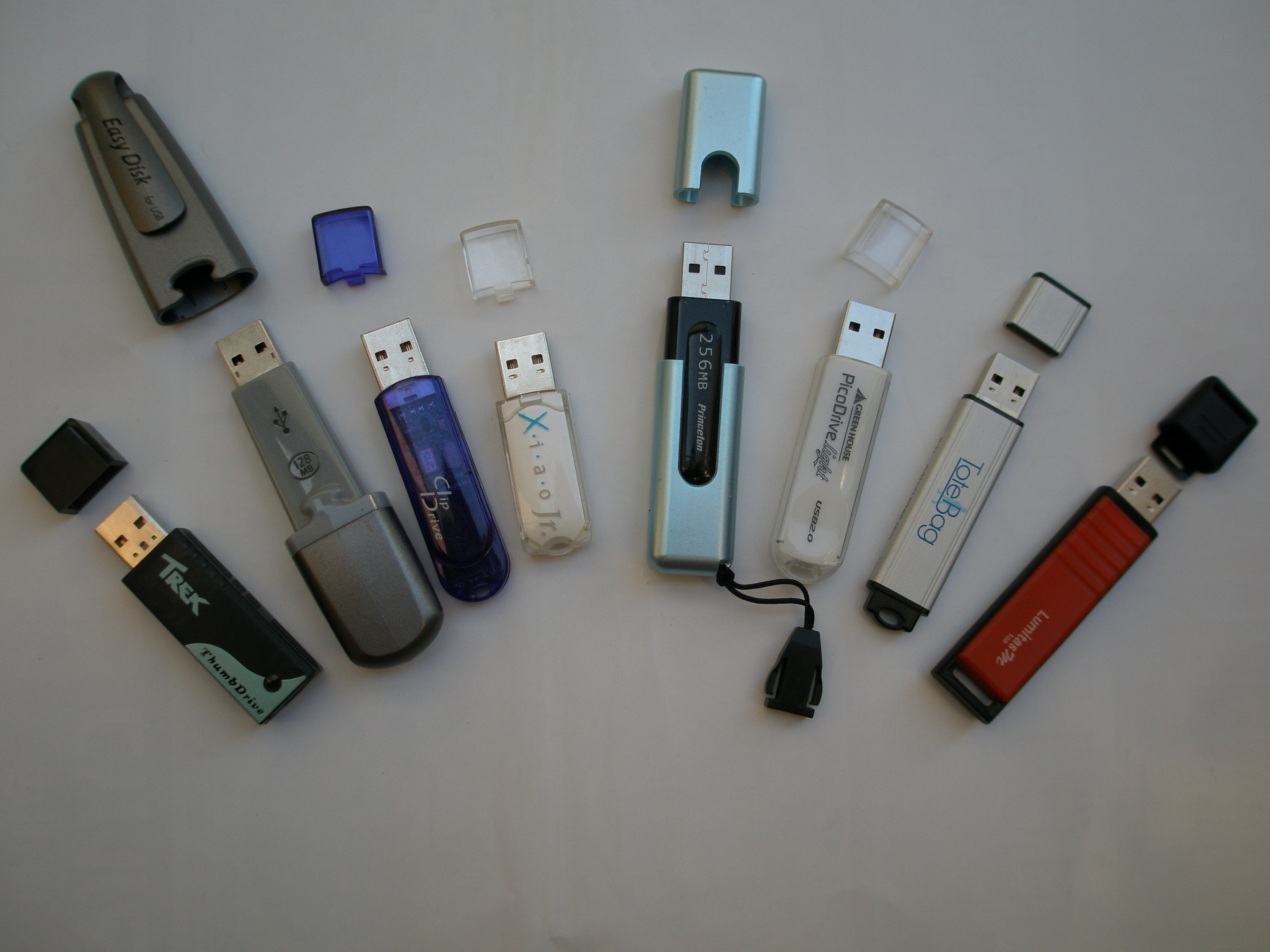
不揮発性メモリの一種、フラッシュメモリを搭載したUSBメモリ

半導体メモリ（はんどうたいメモリ）は、半導体素子（特に、もっぱら集積回路）によって構成された記憶装置（メモリ）である。

## 概要
記憶装置（メモリ）には各種のものがあるが、ここでは半導体メモリとそうでないものにおおざっぱに二分する。もっぱら補助記憶装置に使われる、ハードディスクに代表される、磁気面などに機械的に読み書きするものと、コンピュータ本体（特に、CPUなどのマイクロプロセッサといったプロセッサ）と同様のテクノロジを利用したものに分けられ、現代ではもっぱら後者は半導体メモリであり、主記憶装置に使われる。また主記憶装置よりもCPU寄りに位置するキャッシュメモリやレジスタなどは一般にほぼ半導体メモリで構成される。
半導体メモリは応答時間や帯域幅の点ですぐれるが、容量あたりのコスト（価格）が高く、また一般に揮発性のタイプが多いため、外部記憶（補助記憶装置）には以前は使われることは少なかったが、近年はSSDにより徐々に半導体メモリも使われつつある。また携帯機器やディジタルカメラの記録用などといった用途では、機械的なものは振動で壊れるという弱点から、半導体メモリ（主としてフラッシュメモリ）が使われている。

## 分類

### 記憶保持方法による分類

#### 揮発性メモリ
揮発性メモリは、電源を切ると記憶情報が失われる。
- SRAM (Static RAM) : フリップフロップによるスタティックな回路により、DRAMのようなリフレッシュが不要である。プロセッサのオンダイのキャッシュメモリ等に使われるタイプは一般に最も高速な部類である（単体のICとして提供されている非同期SRAMの、特に大容量のものは、昨今の感覚ではさほど高速ではない）。
- DRAM (Dynamic RAM) : 各メモリセルが持つ微小なキャパシタの電荷による。情報を保持させているセルについてはその全てに、一定時間ごとにリフレッシュ動作と呼ばれる再生[注釈 1]操作を行う必要があるため、ダイナミックという名がある。
  - FPM DRAM (First Page Mode DRAM)
  - EDO DRAM (Extended Data Out DRAM)
  - SDRAM (Synchronous DRAM) / DDR SDRAM (Double Data Rate SDRAM)
  - RDRAM (Rambus DRAM)

DRAMの特殊例として擬似SRAMがある。

#### 不揮発性メモリ
不揮発性メモリは、電源を切っても記憶情報が保持される。書き換え可能な不揮発性メモリの多くが、書き換え動作に伴う内部の絶縁層の劣化が不可避なために、書き換え可能回数に上限が存在する。また以上の書き換え寿命とは別の話として、不揮発といってもそれぞれの原理の違いによって、半永久的に記憶情報が保持できるものと、年単位では記憶情報が失われるものが存在する（正確には、10のゼロ乗年程度から10の3乗年程度まで、種類によりさまざまだ、ということである）。
完全なリードオンリーのメモリを別にして、消去と書込みが可能なROMという扱いのため「ROM」の語が付く場合と、不揮発性のRAMという扱いのため「RAM」の語が付く場合とあり、ある程度はそれぞれのタイプの特徴の影響もあるが、それ以上に成り行きとか慣例の影響が強く、ROMかRAMかという名称に拘る意味は無い。
- マスクROM
- PROM (Programmable ROM)
  - EPROM (Erasable Programmable ROM)
  - UV-EPROM (Ultra-Violet Erasable Programmable ROM)
  - EEPROM (Electrically Erasable Programmable ROM)
    - フラッシュメモリ（原理的にはEEPROMの発展と言える）
      - NOR型フラッシュメモリ
      - NAND型フラッシュメモリ
- 強誘電体メモリ (Ferroelectric RAM, FeRAM, FRAM[注釈 3])
- 磁気抵抗メモリ (Magnetoresistive RAM, MRAM) : MTJ（Magnetic Tunnel Junction、磁気トンネル接合）効果を用いている
- PRAM (Phase change RAM) : 相変化記録技術を用い、書き込みは素子の熱変化により行う
- ReRAM (Resistive RAM, RRAM[注釈 4]) : 電圧印加によって電気抵抗が大きな変化する。しかしその原理は CMR (Colossal Magneto-Resistance) と呼ばれる効果を用いたもの、酸素イオンの移動による伝導パスの形成、金属のマイグレーション、偏向によるバンドギャップの変化など多岐にわたる。材料ごとに原理が異なるためＲｅＲＡＭとして総括されている。

### 記憶の書き換え方法による分類
- ビットやバイト、ワード単位で書き換え
  - DRAM
  - SRAM
  - FeRAM / MRAM / PRAM / ReRAM
- ブロック単位で消去や書き込み
  - フラッシュメモリ（NAND型とNOR型でブロックサイズは異なる）
- PROM類 (Programmable ROM)
  - OTP PROM (One Time Programable ROM) : 1回限りの書込みが行なえ、書き込み後は消去や書き換えが不能なもの。フューズROMともほぼ同義[注釈 5]
  - EPROM : 数百から数千回程度の消去と再書込みが可能
    - UV-EPROM : 中央に空いた窓からチップに紫外線を照射することで消去する。消去後は再書き込み可能。紫外線を照射する[注釈 6]消去装置や書き込み装置が必要
    - E-EPROM : 電気的に消去と書き込みが可能なもの。過去の製品では、消去・書き込みに高い電圧を別途供給する必要があったが、現在ではチップ内部で生成するものがほとんどである。E2PROMとも表記される。フラッシュメモリはこれの発展型である。
- 書き換え不能なもの
  - マスクドROM : 集積回路のパターンとして製造時に情報が与えられ、その内容に固定で後からは変更できないもの。

OTP PROM / UV-EPROMは比較的古い技術になっており、少数の特殊な用途を除けば21世紀現在では使用されることはほとんどない。FeRAM / MRAM / PRAM / ReRAMは比較的新しい技術であり、DRAMやSRAM、フラッシュメモリを代替すべく発展途上である。

### 記憶のアクセス方法による分類
- ランダムアクセス
- シーケンシャルアクセス
- FIFO（バッファやキューなど）
- FILO（スタックなど）

### その他の分類

#### RAMとROM
- Random Access Memory（RAM）
- Read only memory（ROM）

本来は、ランダムアクセスのメモリと、読み出しだけのメモリという意味で、この2つは対立関係にあるものではない。しかしなぜか、RAMについて「読み書き可能」という意味でROMの対義語として扱われるようになり、一方でROMについては、PROMやUVEPROMといった追記型や物理消去が可能なタイプから発展して不揮発性メモリ的に使える素子が現れたこともあり、「フラッシュROM」など事実上ほぼ読み書き可能と言っていいものを指す場合も現れるなど、完全に混乱している。
- Read-write memory（w:Read-write memory、RWM） - 一応「読み書きメモリ」という意味の表現が無いわけでもない（が、ほとんど一般に使われていない）

#### 用途による分類
- フレームメモリ : デジタル式のビデオ表示装置での画面表示用メモリ
- キャッシュメモリ : CPUの主記憶装置アクセスの高速化用